# Yonggwang
Yonggwang là một huyện ở tỉnh Nam Hamyong, Bắc Triều Tiên. Khu vực này trước đây thuộc huyện Hamju và được tách ra thành huyện riêng trong cuộc tổ chức lại chính quyền địa phương năm 1952. Đây là nơi có một trong những bia do Jinheung của Silla dựng vào thế kỷ 16.
Huyện này chủ yếu là núi non, có dãy núi Pujonryong (부전령산맥) chạy qua. Các khu vực dọc sông Songchon (성천강) bằng phẳng. Ngoài ra còn có các sông suối khác như sông Hukrim (흑림강), Chadongchon (자동천), Chonbulsanchon (천불산천), và Kigokchon (기곡천). 80% diện tích huyện là rừng. Đỉnh cao nhất là Mataesan.
Các tuyến đường sắt Sinhung và tuyến đường sắt Changjin chạy qua huyện.